# Sankt Moritz
Sankt Moritz (Reto-Romaans: San Murezzan; Frans: Saint-Moritz; Italiaans: San Maurizio d'Engadina; Lombardisch: San Maurizzi) is de hoofdplaats van het Engadin en heeft 4882 inwoners (2019). Het is daarmee de vijfde gemeente van het Zwitserse kanton Graubünden. Het ligt aan het Lej da San Murezzan (Duits: Sankt Moritzer See) tussen de Julierpasweg en de Berninapasweg op een hoogte van 1822 m.
Mede door de hoge ligging is het een populaire wintersportplaats met een skigebied. In 1928 zijn er de tweede Olympische Winterspelen gehouden, en in 2003 en in 2017 de Wereldkampioenschappen Alpine-Skiën.
St. Moritz wordt beschouwd als de plaats waar het wintertoerisme begonnen is, eind 19e eeuw. Een hotelier, Johannes Badrutt, wist een aantal Engelse zomergasten te overtuigen ook in de winter te komen, onder het mom van een zongarantie.

## Gebouwen
De bekendste kerk is de St Mauritiuskerk uit 1880, die een opvallend scheve toren heeft doordat hij op een helling staat waar als gevolg van aardbevingen beweging in zit. Al een paar keer heeft men geprobeerd de funderingen te stabiliseren, voor het laatst in 2005. Naast de kerk is nog een oud kerkhof. Voor een andere Katholieke kerk is een moderne poort gebouwd.
Het oudste gebouw van de stad dateert uit 1581 en is nog privé eigendom. Een deel is verhuurd aan Hermès.

## Toerisme
St Moritz is een stad met veel luxe en dure modewinkels. Er zijn vijf vijfsterrenhotels: Kulm Hotel, Carlton Hotel, Kempinski Grand Hotel, Badrutt's Palace (1896) en het Suvretta Hotel (1912), waar de Bilderbergconferentie 2011 gehouden werd. De eerste elektrische verlichting van Zwitserland brandde in 1878 in het Kulm Hotel.

## Verkeer
In 1864 werd het eerste Zwitserse verkeersbureau in St Moritz geopend. In 1896 werd St Moritz de eerste plaats in de Alpen met een elektrische tram tot de opheffing in 1932.
Het meer en de hoger gelegen binnenstad zijn, in combinatie met een nieuwe parkeergarage, sinds 2005 verbonden met drie zeer lange roltrappen (de langste van Europa).
Met de auto is Sankt Moritz te bereiken via de Malojapas vanaf het Comomeer en Chiavenna, via de Berninapas vanuit Tirano, via de Albulapas of de Julierpas vanuit het Unterengadin. Het is met de trein verbonden met Scuol, Tirano en de Albulapas.
Sankt Moritz is het vertrekpunt van de Glacier Express, een toeristische trein die zuidelijk Zwitserland doorkruist naar Zermatt in de zuidwestelijke hoek van het land.
Flughafen Engadin ligt op 5 km afstand van Sankt Moritz, middelgrote straalvliegtuigen zoals de Boeing 737 kunnen er landen. Er zijn geen vaste verbindingen met andere vliegvelden, het wordt vooral gebruikt voor privejets.

## Sport
In 1904 werd een natuurlijke bobsleebaan aangelegd, alleen bestaande uit sneeuw en water. Het was de eerste ter wereld en nu de enige natuurlijke baan die nog bestaat. De lengte is 1722 meter. Hij werd gebruikt tijdens de Winterspelen van 1928 en 1948 en voor achttien wereldkampioenschappen.
In 1906 werden de eerste paardenrennen op sneeuw gehouden, en in 1907 voor het eerst op het bevroren meer.
In 1929 werd de eerste Zwitserse skischool in St. Moritz opgericht.
Gunther Sachs was van 1969-2011 voorzitter van de St. Moritz Bobsleigh Club, de oudste bobsleeclub ter wereld, opgericht in 1897.

### Internationale evenementen
- Europees kampioenschap schaatsen 1925 in Badrutts Park
- Olympische Winterspelen: 1928 en 1948
- Wereldkampioenschappen alpineskiën: 1934, 1974, 2003, 2017
- Wereldkampioenschappen bobsleeën: 1938, 1939, 1947, 1955, 1957, 1959, 1965, 1970, 1974, 1977, 1982, 1987, 1990, 1997, 1998, 2001, 2007, 2013
- Cartier Snowpolo World Cup sinds 1985 (deze wordt in januari op het meer gespeeld)
- Engadin Skimarathon sinds 1969[6]
- Engadin Windsurfmarathon sinds 1978

### Informatie wintersportgebied
| plaatsen      | Sankt Moritz, Sils          |
| hoogte        | 1800m tot 3300m (Corvatsch) |
| aantal pisten | 350 km                      |
| aantal liften | 60                          |

## Galerij

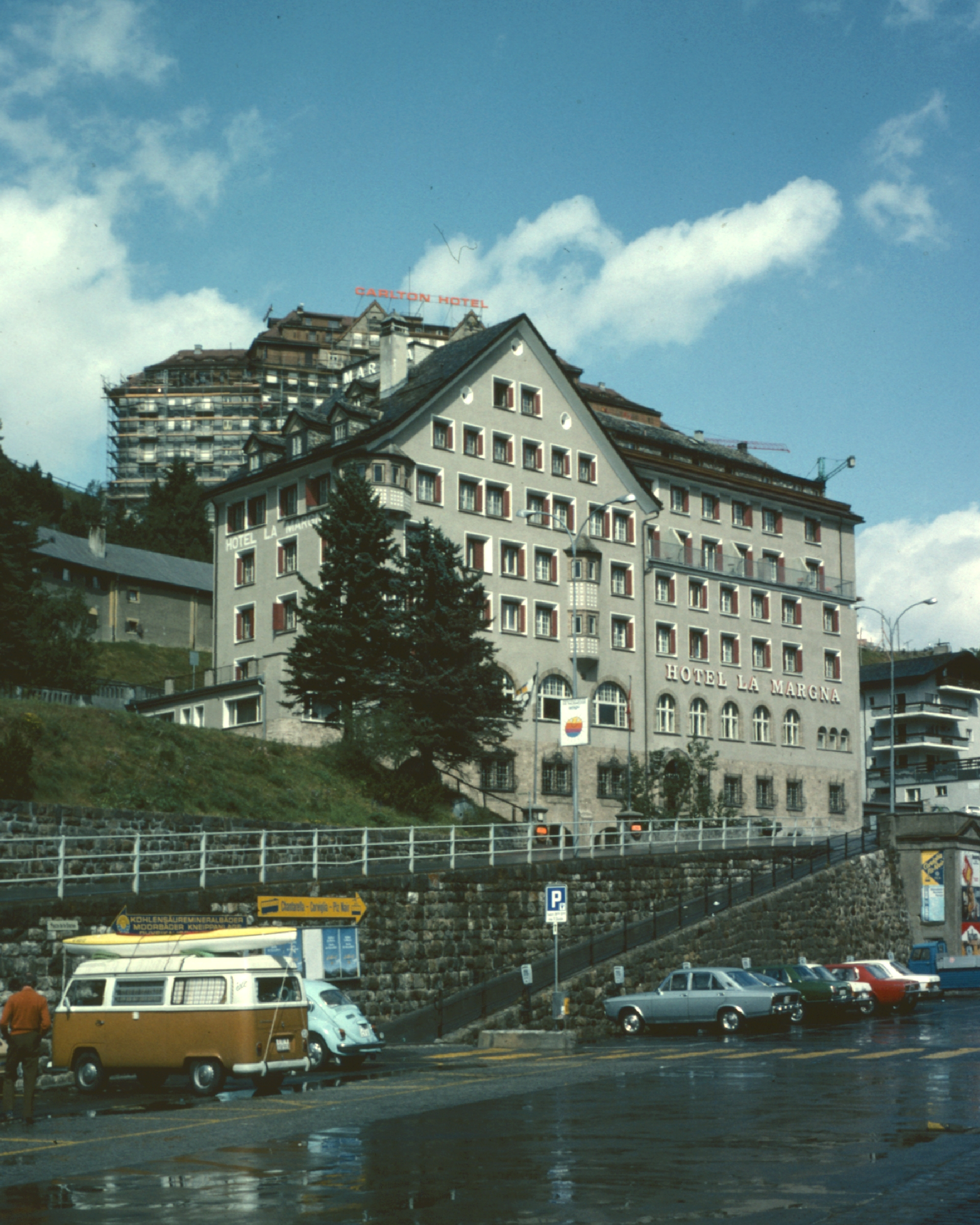
Hotel la Margna met op de achtergrond het Carlton hotel
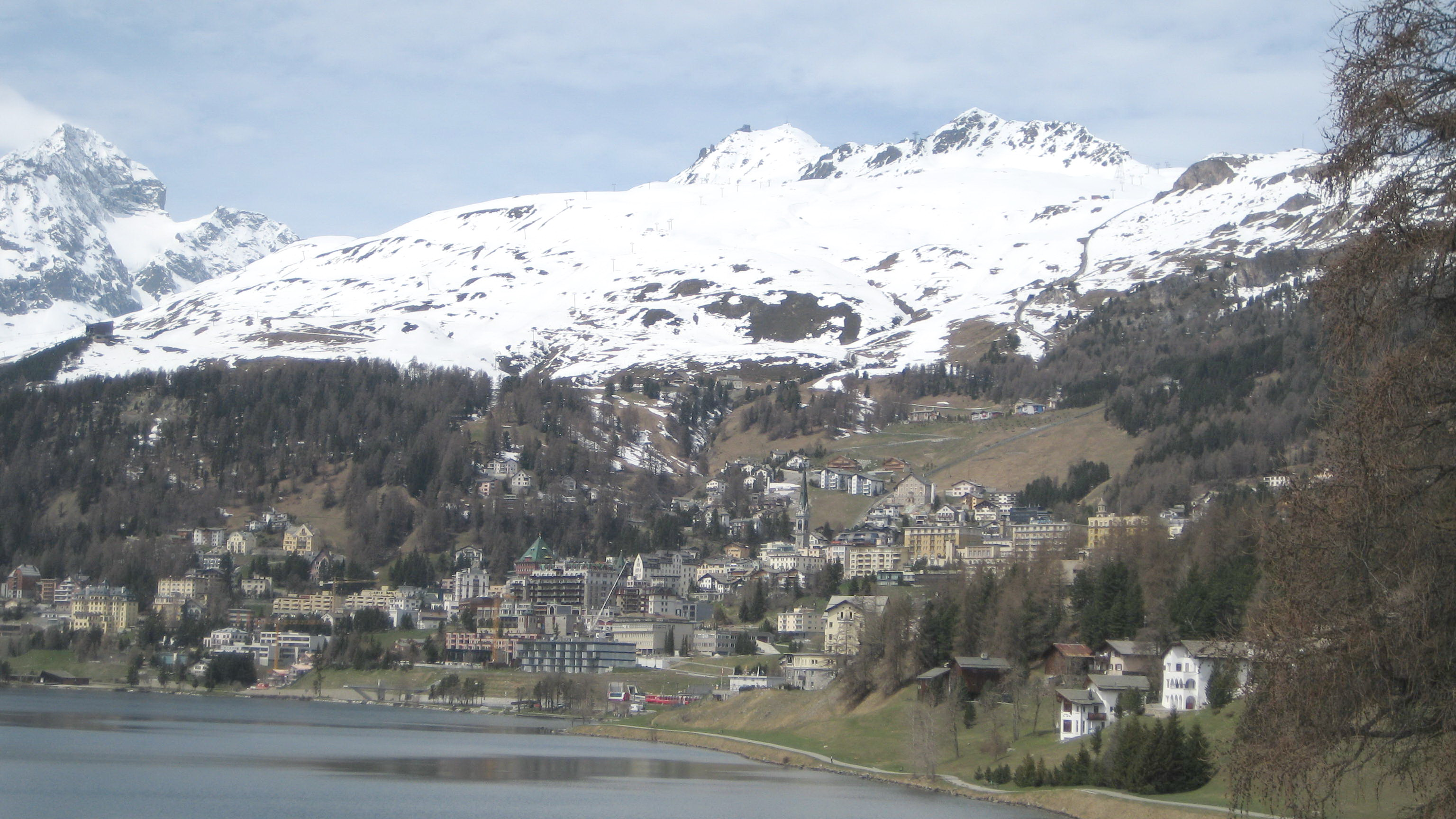
Bomengrens, mei 2009
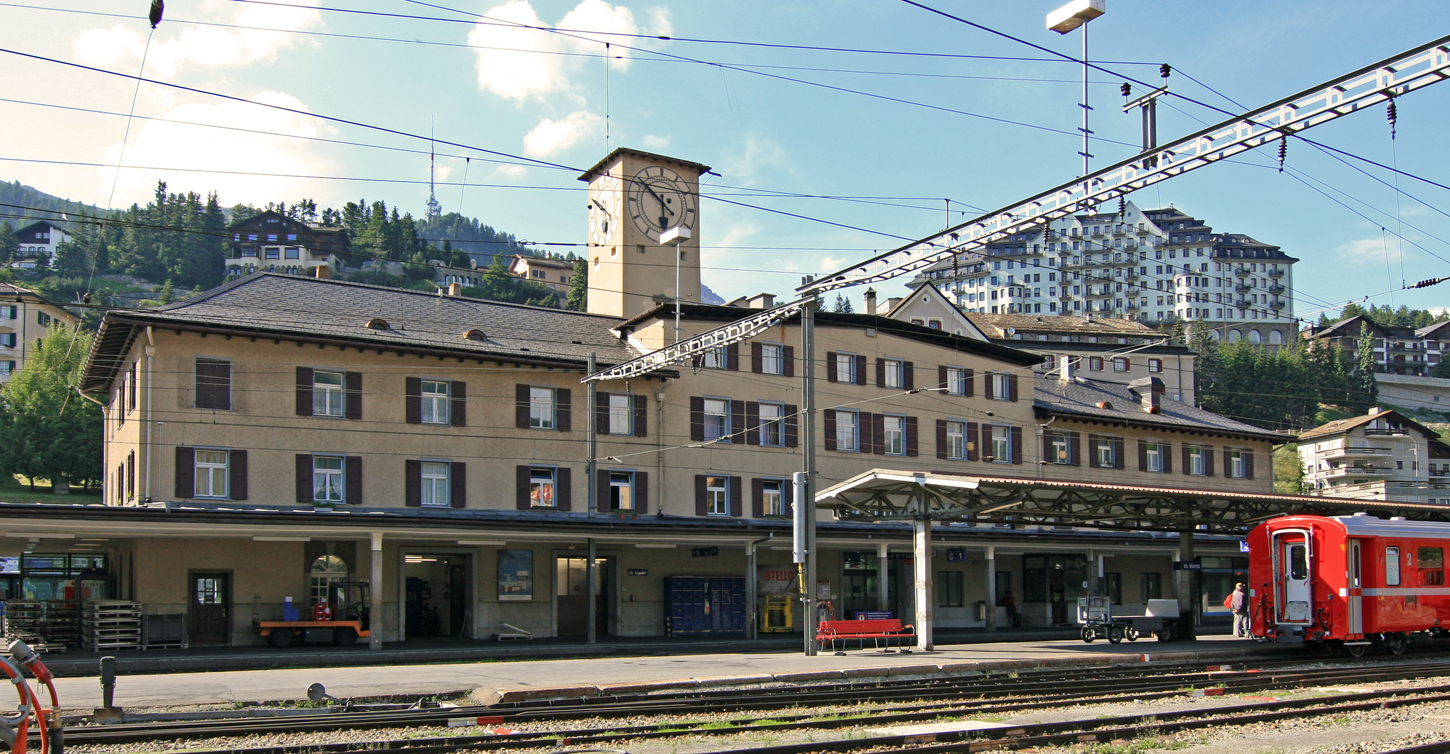
Station Sankt Moritz
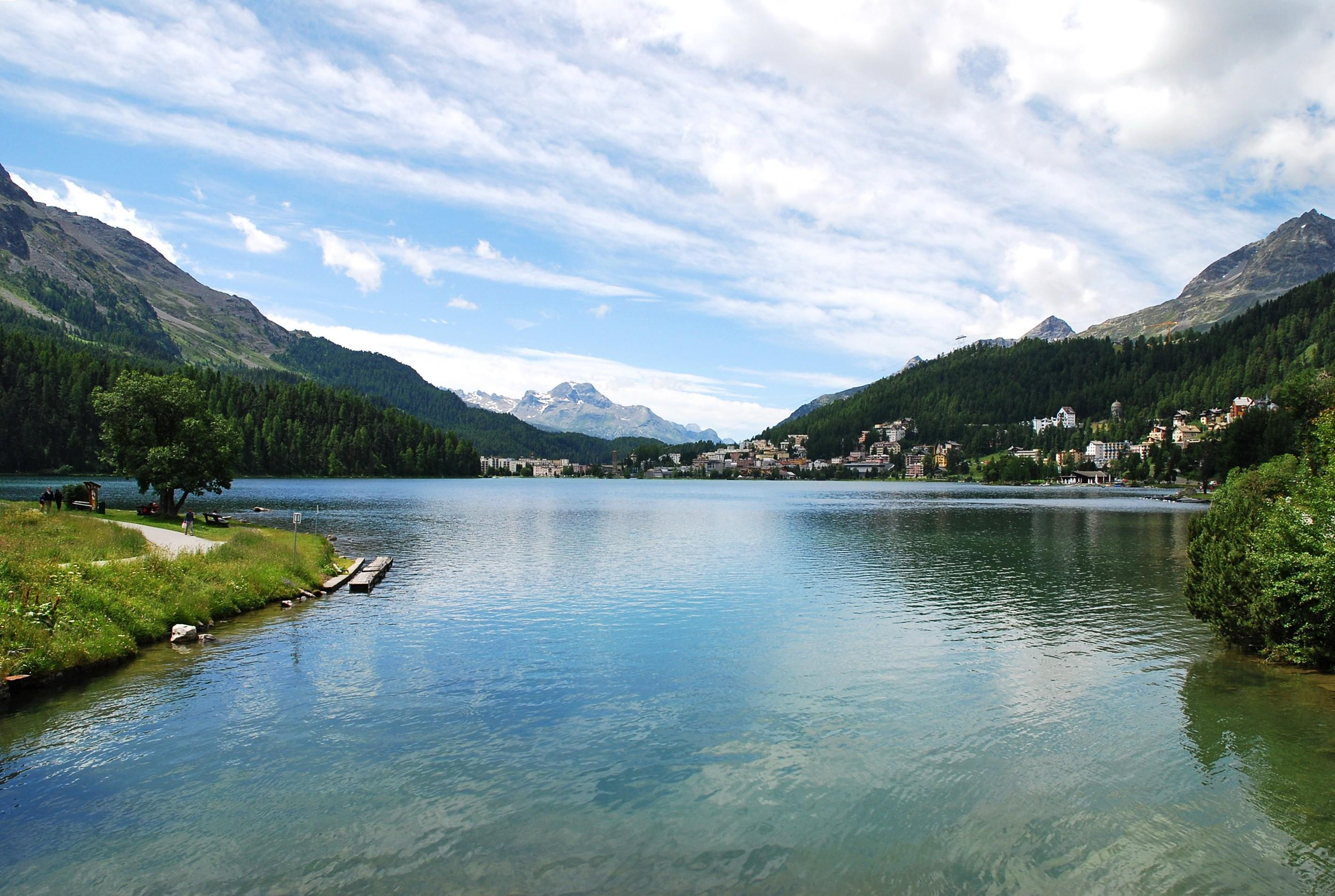
Het meer
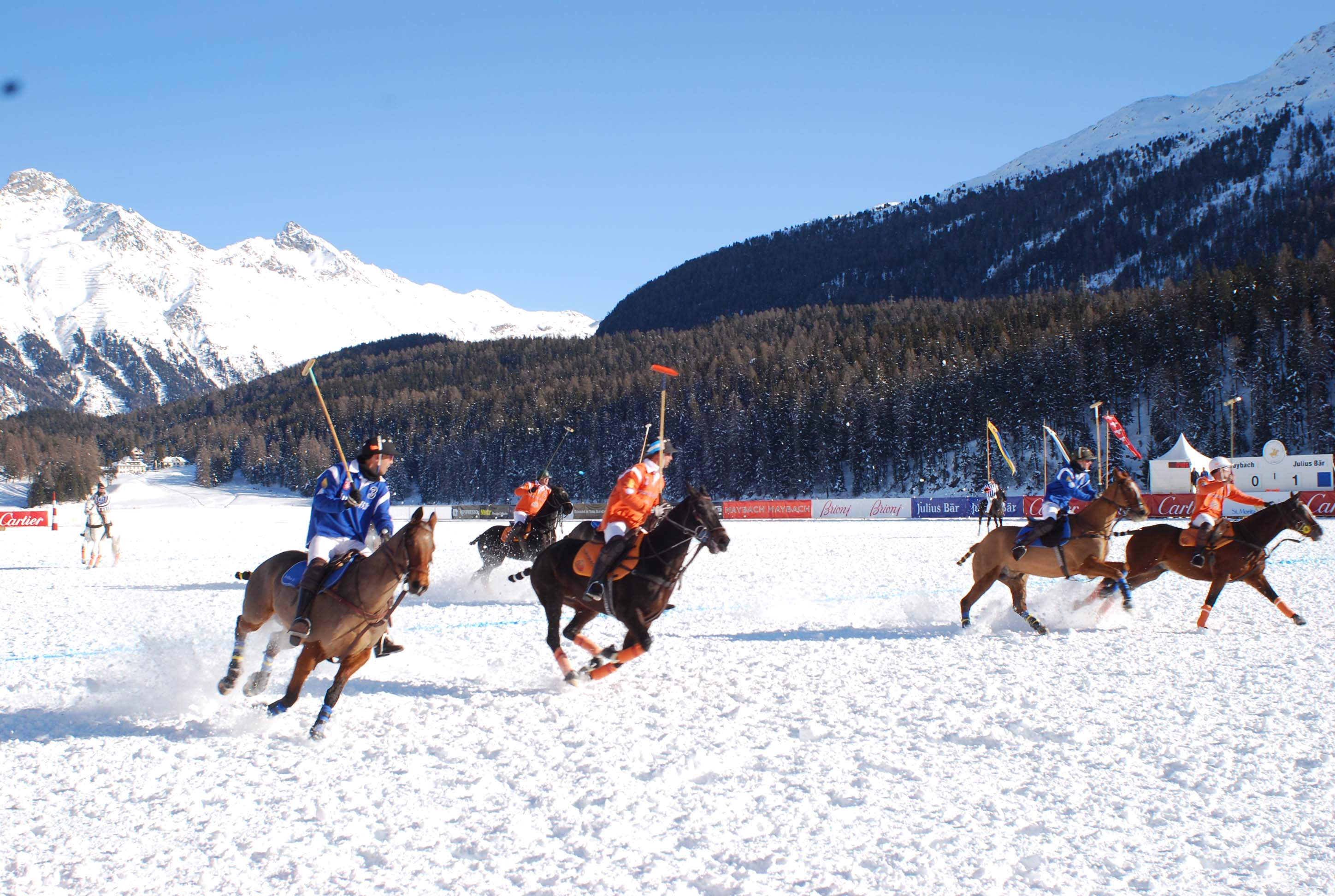
Polo op het meer

Bever · Bregaglia · Celerina · La Punt Chamues-ch · Madulain · Pontresina · Samedan · Sankt Moritz · S-chanf · Sils im Engadin · Silvaplana · Zuoz
- Bibliothèque nationale de France: cb15608310z (data)
- Gemeinsame Normdatei: 4105326-6
- Historisch woordenboek van Zwitserland: 001543
- Library of Congress Control Number: n82108024
- Historical Dictionary of Switzerland#Lexicon_Istoric_Retic: 2664
- MusicBrainz: ffe037b3-9a6d-479a-bf1c-42a9c8a2ed5d
- Nationale Bibliotheek van Tsjechië: ge481706
- Nationale Bibliotheek van Israël: 987007557566605171
- Virtual International Authority File: 158300220
- WorldCat: E39PBJt3W3gvd4tVhcD6JrgqcP